# Siatkarz Wieluń
Maillots
Le MUKS Pamapol Siatkarz Wieluń est un club de volley-ball polonais basé à Wieluń en Pologne. L'équipe évolue en PlusLiga, soit le plus haut niveau national.